# 富山県道41号新湊平岡線
富山県道41号新湊平岡線（とやまけんどう41ごう しんみなとひらおかせん）とは、富山県射水市と富山市を結ぶ県道（主要地方道）である。

## 概要
北陸自動車道富山西ICの開設に合わせ一部ルート変更が行われた。旧ルートの一部は富山県道68号富山外郭環状線となっている。

### 路線データ
- 起点：富山県射水市海老江七軒（海老江交差点・国道415号交点）
- 終点：富山県富山市平岡（富山県道31号小杉婦中線交点）
- 指定年月日：1972年（昭和47年）3月31日

## 歴史
- 1993年（平成5年）5月11日 - 建設省から、県道新湊平岡線が新湊平岡線として主要地方道に指定される[1]。

## 地理

### 通過する自治体
- 射水市
- 富山市

### 交差する道路
- 国道415号（射水市海老江七軒・海老名交差点・起点）
- 富山県道204号小杉本江線（射水市加茂中部・加茂交差点）
- 富山県道322号八町大門線（富山市中沖）
- 国道8号（富山市本郷中部・本郷西交差点）
- 富山県道44号富山高岡線（富山市野町・野町交差点）
- 富山県道9号富山戸出小矢部線（富山市東老田・東老田交差点）
- 富山県道62号富山小杉線（富山市古沢・古沢交差点）
- 富山県道237号宮ヶ谷北押川線（富山市北押川・北押川交差点）
- 北陸自動車道 富山西インターチェンジ（富山市北押川・富山西IC入口交差点）
- 富山県道68号富山外郭環状線（富山市平岡）
- 富山県道31号小杉婦中線（富山市平岡、終点）